# Подольская, Наталья Яковлевна
Наталья Яковлевна Подольская (6 сентября 1925, Мукден, Маньчжурия — 4 декабря 2010 год, Москва) — советская переводчица

.
Выросла в семье советского дипломата, члена ВКП(б) с 1929 года Якова Борисовича Подольского. После того, как родители Натальи Яковлевны были репрессированы в 1937 году, она жила у своей тёти, потом в семье профессора Сельскохозяйственной академии имени Тимирязева Владимира Оскаровича Витта. В 1941—1943 годах находилась в эвакуации в Молотовской области (сейчас Пермский край)
Окончила филологический факультет МГУ им. М.В.Ломоносова (1949). Награждена медалью «Заслуженный деятель польской культуры». Чл. Союза писателей СССР (1979) и Союза писателей Москвы. Переводила на русский язык польскую литературу, работала в издательстве «Иностранная литература».
Скончалась 4 декабря 2010 года в Москве.

## Сочинения

### Переводы
- Анджеевский Е. Пепел и алмаз. М., 1965
- Ожешко Э. Господа Помпахинские. М., 1966
- Корчак Я. Король Матиуш; Матиуш на необитаемом острове. М., 1972
- Ожеговская Г. Не голова, а компьютер. М., 1982